# Нортонова теорема
У Европи позната као Мајер-Нортонова теорема, Нортонова теорема служи да за описивање следећих својства електричних кола (погледати слику):
- Било која линеарно електрично коло са напонским и струјним изворима и само отпорницима може да се замени на својим прикључцима A-B са еквивалентним струјним извором INO у паралелној вези са еквивалентном отпорношћу RNO.
- Ова еквивалентна струја INO је струја која се добија са прикључака A-B електричног кола које је кратко спојено (отпор 0) на својим прикључцима A-B.
- Добијени еквивалентни отпор RNO је отпор који се добија на прикључцима A-B електричног кола када су сви његови напонски извори кратко спојени, а сви струјни извори неповезани.

За кола са наизменичном струјом, теорема је употребљива за реактивну снагу, импедансе и резистансе.
Еквивалентно Нортоново електрично коло се користи да представи било које електрично коло које се садржи од линеарних извора на датој фреквенцији.
Нортонова теорема, и њој слична Тевененова теорема, се често користе у поједностављењу анализе електричних кола као и за проучавање почетних стања кола и одзива на промене.
До Нортонове теореме су независно надошли 1926, године Сименсов истраживач Ханс Фердинад Мејер и инжењер из Бел лабораторија Едвард Лаври Нортон.
Да би се израчунало Нортоново еквивалентно електрично коло,
1. Наћи Нортонову струју INo. Израчунати излазну струју IAB, са кратким спојем као спољним оптерећењем електричног кола (отпором 0 између прикључака A и B). Ово даје струју INo.
2. Израчунати Нортонов отпор RNo. Када не постоје зависни извори унутар кола (сви струјни и напонски извори су независни), постоје две методе за утврђивање Нортонове импедансе RNo.

- Израчунати излазни напон, VAB, када се коло налази у отвореном стању (отпор је бесконачно велики).RNo је једнак VAB подељеном струјом INo.

или
- Заменити независне напонске изворе кратким спојем, а независне струјне изворе отвореним колом. Укупан отпор на прикључцима A-B биће једнак Нортоновој импеданси RNo.

Ово је еквивалентно израчунавању еквивалентног Тевененовог отпора.
Али уколико постоје зависни извори, треба користити општију методу. Ова метода није приказана на сликама испод.
- Повезати константан извор струје на излазне прикључке електричног кола који има вредност струје од 1 Ампера и израчунати напон на прикључцима. Овај напон подељен струјом од 1 А је Нортонова импеданса RNo. Ова метода се мора користити уколико коло садржи зависне изворе, али може да се користи у свим случајевима чак и када нема зависних извора.

## Пример еквивалентног Нортоновог електричног кола
|  |  |  |

У примеру, укупна струја Itotal је дата са:
{\displaystyle I_{\mathrm {total} }={15\mathrm {V}  \over 2\,\mathrm {k} \Omega +(1\,\mathrm {k} \Omega \|(1\,\mathrm {k} \Omega +1\,\mathrm {k} \Omega ))}=5.625\mathrm {mA} .}
Струја кроз оптерећење је онда једнака (коришћењем струјног разделника):
{\displaystyle I_{\mathrm {No} }={1\,\mathrm {k} \Omega +1\,\mathrm {k} \Omega  \over (1\,\mathrm {k} \Omega +1\,\mathrm {k} \Omega +1\,\mathrm {k} \Omega )}\cdot I_{\mathrm {total} }}
{\displaystyle =2/3\cdot 5.625\mathrm {mA} =3.75\mathrm {mA} .}
Еквивалентна отпорност једнака је:
{\displaystyle R_{\mathrm {eq} }=1\,\mathrm {k} \Omega +(2\,\mathrm {k} \Omega \|(1\,\mathrm {k} \Omega +1\,\mathrm {k} \Omega ))=2\,\mathrm {k} \Omega .}
Добија се да се еквивалентно електрично коло састоји из извора струје који даје 3,75мА у паралели са отпорником од 2 kΩ.

## Конверзија у еквивалентно Тевененово електрично коло
Еквивалентно Нортоново електрично коло је у односу са еквивалентним Тевененовим електричним колом на следећи начин:
{\displaystyle R_{Th}=R_{No}\!}
{\displaystyle V_{Th}=I_{No}R_{No}\!}
{\displaystyle {\frac {V_{Th}}{R_{Th}}}=I_{No}\!}